# Ondatra zibethicus
Il topo muschiato (Ondatra zibethicus  Linnaeus, 1766) è un roditore della famiglia dei Cricetidi, unica specie del genere Ondatra (Link, 1795), originariamente diffusa nell'America settentrionale e successivamente introdotta in gran parte dell'Ecozona paleartica.

## Etimologia
L'epiteto generico deriverebbe da una parola, Ondathra, che nella lingua degli Uroni indicava questo animale. Il termine specifico invece trae origine dallo zibetto e fa riferimento al caratteristico odore di muschio emesso dalle ghiandole perineali.

## Descrizione

### Dimensioni
Roditore di grandi dimensioni, con la lunghezza della testa e del corpo tra 240 e 400 mm, la lunghezza della coda tra 190 e 280 mm, la lunghezza del piede tra 65 e 80 mm, la lunghezza delle orecchie tra 21 e 27 mm e un peso fino a 2,4 kg.

### Caratteristiche craniche e dentarie
Il cranio ha un aspetto angolato, con la costrizione inter-orbitale molto stretta, le creste sopra-orbitali fuse tra loro a formare una cresta mediana affilata che prosegue posteriormente. Il rostro è relativamente robusto, le placche zigomatiche hanno dei bordi superiori ben sviluppati. I fori palatali anteriori sono stretti e lunghi. Le bolle timpaniche sono piccole. I molari sono provvisti di radici, i primi due superiori sono d'aspetto normale, il terzo superiore ha un'ansa anteriore, due triangoli alternati e un'ansa posteriore arrotondata. Il terzo molare inferiore ha due triangoli ravvicinati prima delle anse terminali, il secondo è normale mentre il primo è fornito di cinque triangoli ravvicinati, due triangoli ben definiti isolati parzialmente dall'ansa anteriore da profondi incavi interni ed esterni.
Sono caratterizzati dalla seguente formula dentaria:

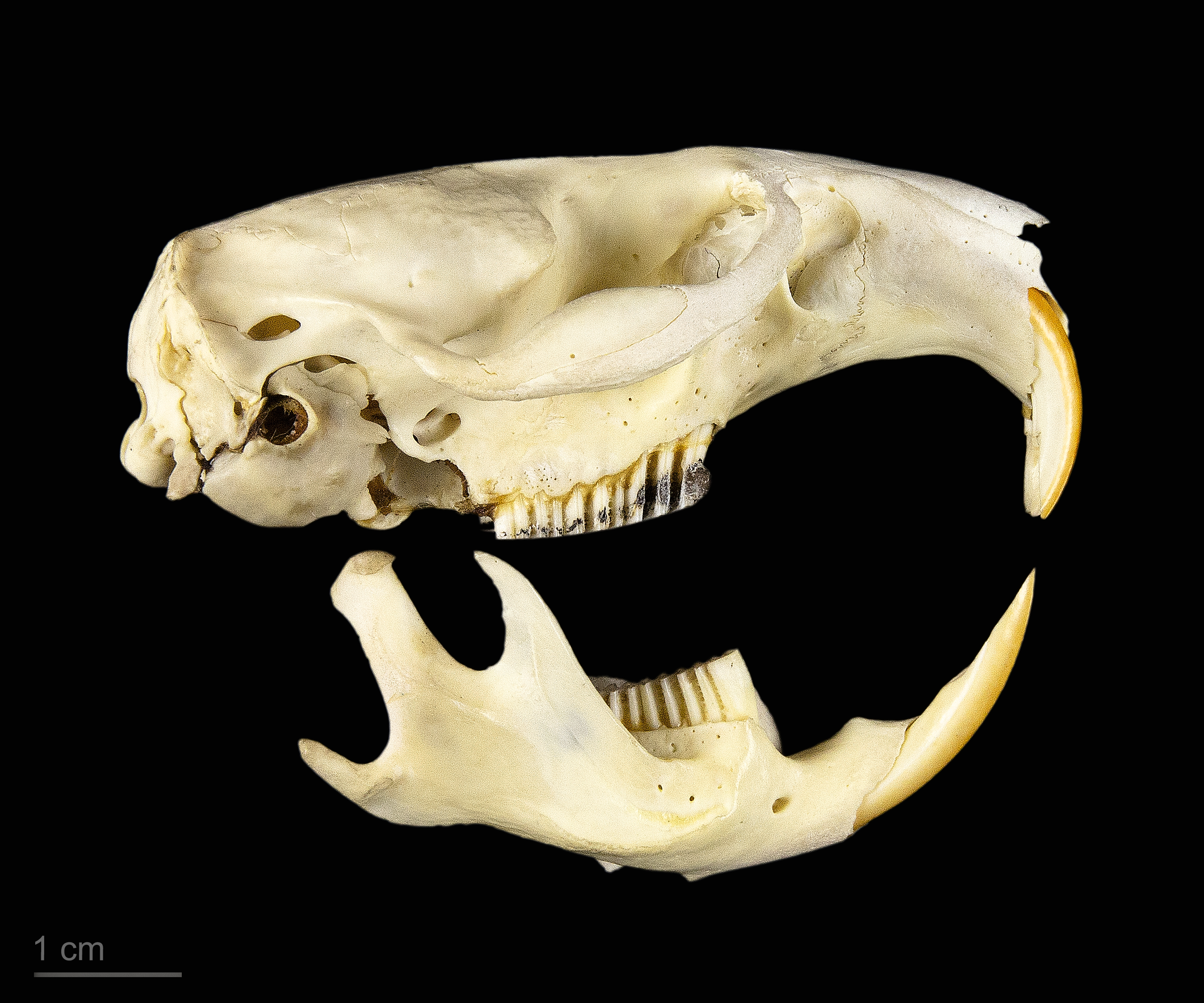
Ondatra zibethicus - Museo di Tolosa

### Aspetto
La pelliccia consiste in un soffice e denso strato inferiore cosparso di peli più lunghi e ruvidi. La muta annuale solitamente inizia nei mesi estivi con il pelo che raggiunge la sua densità minima ad agosto. I primi giorni di autunno, la pelliccia inizia a rinnovarsi fino alla comparsa del primo manto invernale. La caratteristica lucentezza della muta invernale è dovuta al significativo aumento di lunghi peli neri e lucidi. Il sotto-pelliccia è considerato idrorepellente. Uno strato di aria intrappolata nella pelliccia incrementa la capacità di galleggiamento e di isolamento dell'animale. Le parti dorsali variano dal rossastro brillante attraverso varie tinte di marrone fino al nerastro, i fianchi variano dal rossastro brillante al marrone scuro, mentre le parti ventrali variano dal biancastro al marrone chiaro con dei riflessi più o meno intensi di rossiccio, bruno-rossastro e brunastro. Le labbra si chiudono dietro agli incisivi per favorire l'attività di masticamento anche sott'acqua. La testa è grande, gli occhi sono relativamente piccoli. Le orecchie sono corte. Le zampe variano dal grigio rosato al marrone scuro. Le zampe anteriori sono piccole, i piedi sono relativamente grandi, parzialmente palmati e muniti di frange di setole lungo i bordi. Le caviglie sono in grado di fare movimenti laterali notevoli. La coda è lunga circa quanto la testa ed il corpo, è compressa lateralmente e cosparsa di pochi peli, eccetto una frangia di peli nella parte inferiore. Il nome comune di ratto muschiato deriva dal forte odore di una secrezione prodotta da un paio di ghiandole perianali situate sotto la pelle alla base inferiore della coda. Entrambi i sessi le possiedono. Durante le stagioni riproduttive la secrezione è depositata intorno alle latrine, i nidi, i rifugi e lungo i percorsi. Le femmine hanno un paio di mammelle pettorali e due inguinali, sebbene siano stati osservati individui con 4-5 paia. Il cariotipo è 2n=54.

## Biologia

### Comportamento

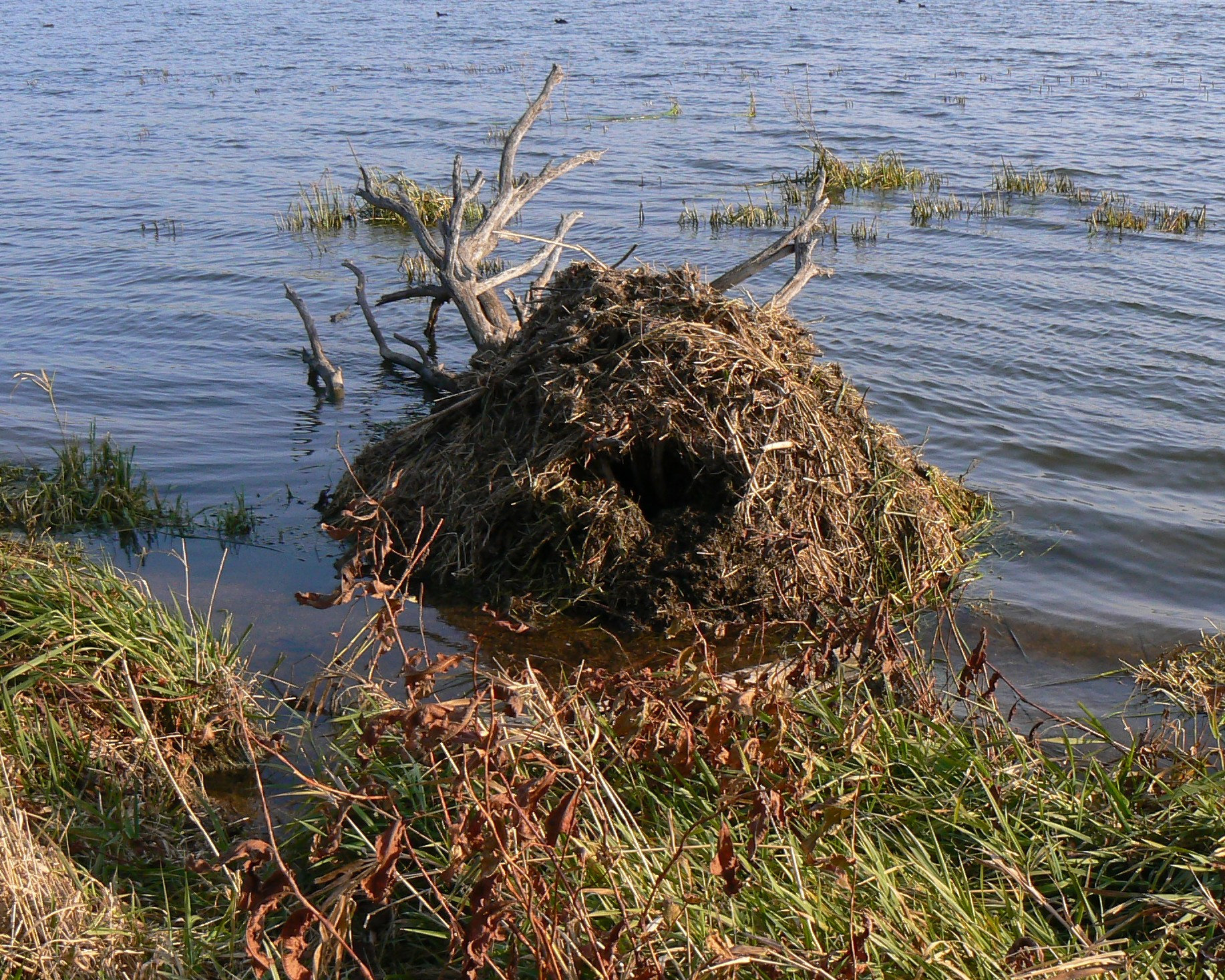
Tipica tana in un fiume

È una specie acquatica e principalmente notturna, sebbene sia frequentemente osservata anche di giorno. Costruisce case di forma conica o scava tane lungo le sponde dei corsi d'acqua. L'abilità di costruire vari tipi di rifugi rende favorevole l'occupazione di gran parte degli ambienti acquatici, inclusi corsi d'acqua, laghi, stagni ed acquitrini. Talvolta utilizza anche zone artificiali come bacini d'acqua per l'irrigazione o per le attività minerarie. Le case vengono erette su un substrato solido utilizzando le piante emergenti dominanti della zona. Queste vengono costruite sopra il livello dell'acqua con diverse entrate subacquee. Uno o più nidi rivestiti con materiale vegetale fresco si trovano al centro della struttura. Si possono distinguere due tipi di edifici, un'abitazione principale ed una casa per mangiare. Queste ultime sono generalmente più piccole. L'animale erige le case durante i periodi senza ghiaccio, con picchi di attività tra la fine di maggio e i primi giorni di giugno e ancora durante la prima metà di ottobre. All'interno degli edifici le temperature sono più alte dell'aria e dell'acqua circostanti. Dentro i nidi la temperatura è ancora più alta e stabile e in presenza di più esemplari questa aumenta per favorirne la sopravvivenza durante i mesi invernali. Altri animali utilizzano i rifugi del topo muschiato, sia piccoli invertebrati che mammiferi più grandi come la nutria, la quale utilizza i tetti come latrine o come luoghi dove mangiare. L'attività scavatrice può causare danni estesi lungo i corsi dei fiumi e nelle zone agricole e programmi di controllo ed eradicazione di questi animali sono spesso avviati dalle autorità, compreso l'utilizzo di trappole, di gas, veleni, caccia e manipolazione dei livelli dell'acqua. Emette tre differenti vocalizzazioni: uno squittio, un suono acuto simile ad una sequenza di consonanti n ed un suono prodotto dal battere degli incisivi in particolare quando sono disturbati.

### Alimentazione

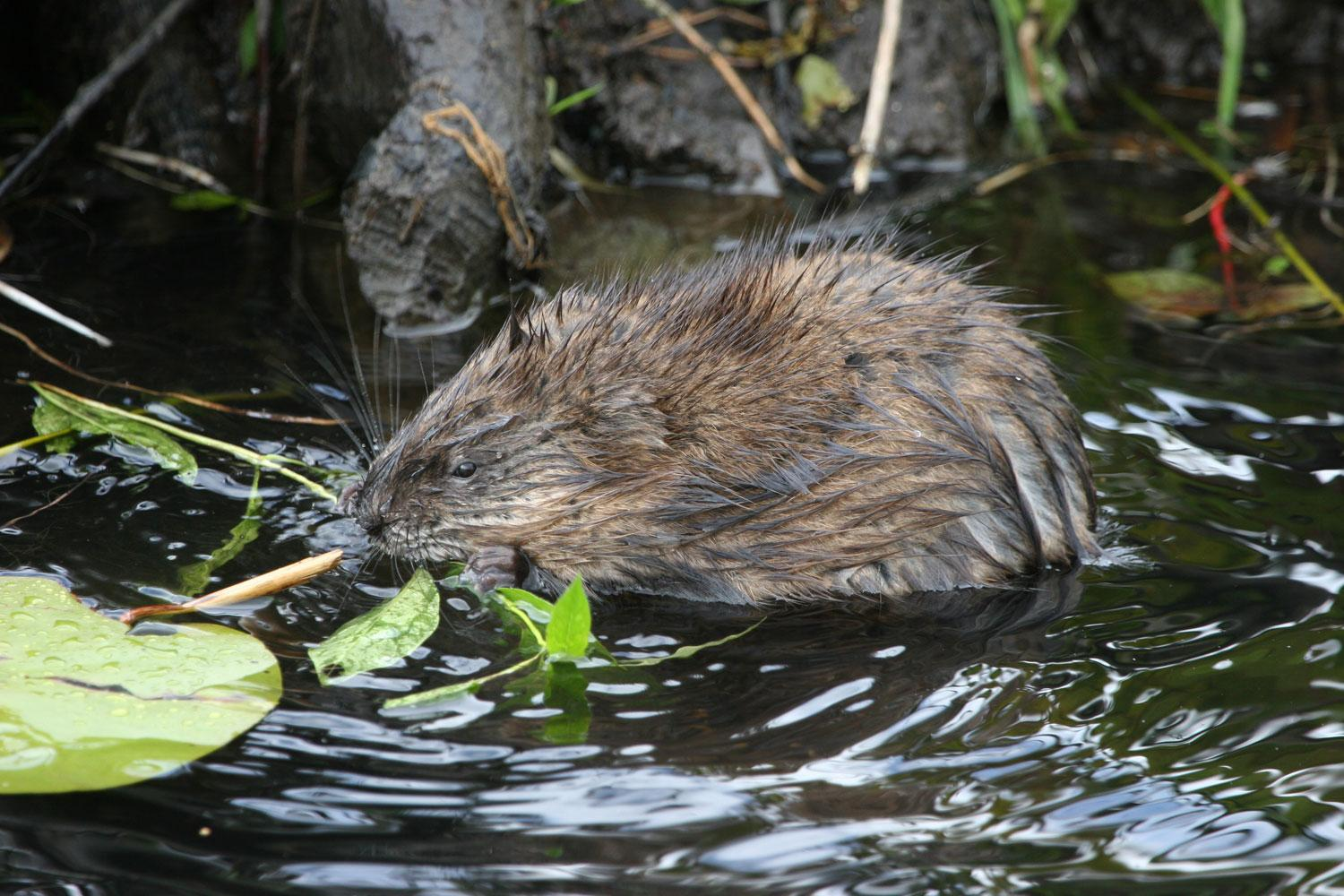
Un esemplare che si nutre

Si nutre principalmente di parti vegetali. Mangia la vegetazione acquatica che cresce nelle vicinanze dei rifugi, di conseguenza gli ambienti variano in funzione della disponibilità delle specie vegetali. Solitamente le radici e la base di varie idrofite costituiscono la parte principale della dieta in America settentrionale ed Europa. Vengono inoltre mangiati anche piccoli pesci, molluschi e talvolta piccole tartarughe, in particolare durante periodi di scarsezza di cibo o quando una di queste specie diviene abbondante.

### Riproduzione
Danno alla luce 4-8 piccoli alla volta 2-3 volte all'anno. Le dimensioni della cucciolata possono variare con la latitudine, con le popolazioni più settentrionali che producono un numero più alto di piccoli. Le condizioni climatiche e geografiche sono i fattori principale per l'inizio e la durata della stagione riproduttiva. Le popolazioni più meridionali si riproducono in qualsiasi periodo dell'anno con picchi in inverno, mentre a latitudini più settentrionali le attività sono limitate alla primavera e all'estate. Appena nato il topo muschiato è cieco, privo di pelo, dal colorito rosato o grigiastro e presenta una coda tonda. Si ricopre di pelliccia soffice e diventa attivo ed in grado di nuotare entro due settimane di vita. Gli incisivi fuoriescono dalle gengive dopo 6-7 giorni e gli occhi si aprono tra 14-16 giorni. Sono svezzati alla quarta settimana. La coda raggiunge l'aspetto finale durante il secondo mese. La maggior parte diviene sessualmente attiva la primavera successiva alla nascita, tuttavia accoppiamenti tra individui immaturi sono stati osservati e si presume che avvenga nel 1,5% della popolazione. L'aspettativa di vita è di circa 3 anni; la maggior parte degli individui difficilmente sopravvive oltre i 30-36 mesi, dato che a quell'età le corone dei denti molari, che in questa specie non si rigenerano come in altri roditori, sono consumate fino alla radice e l'alimentazione ne risulta compromessa.

## Distribuzione e habitat

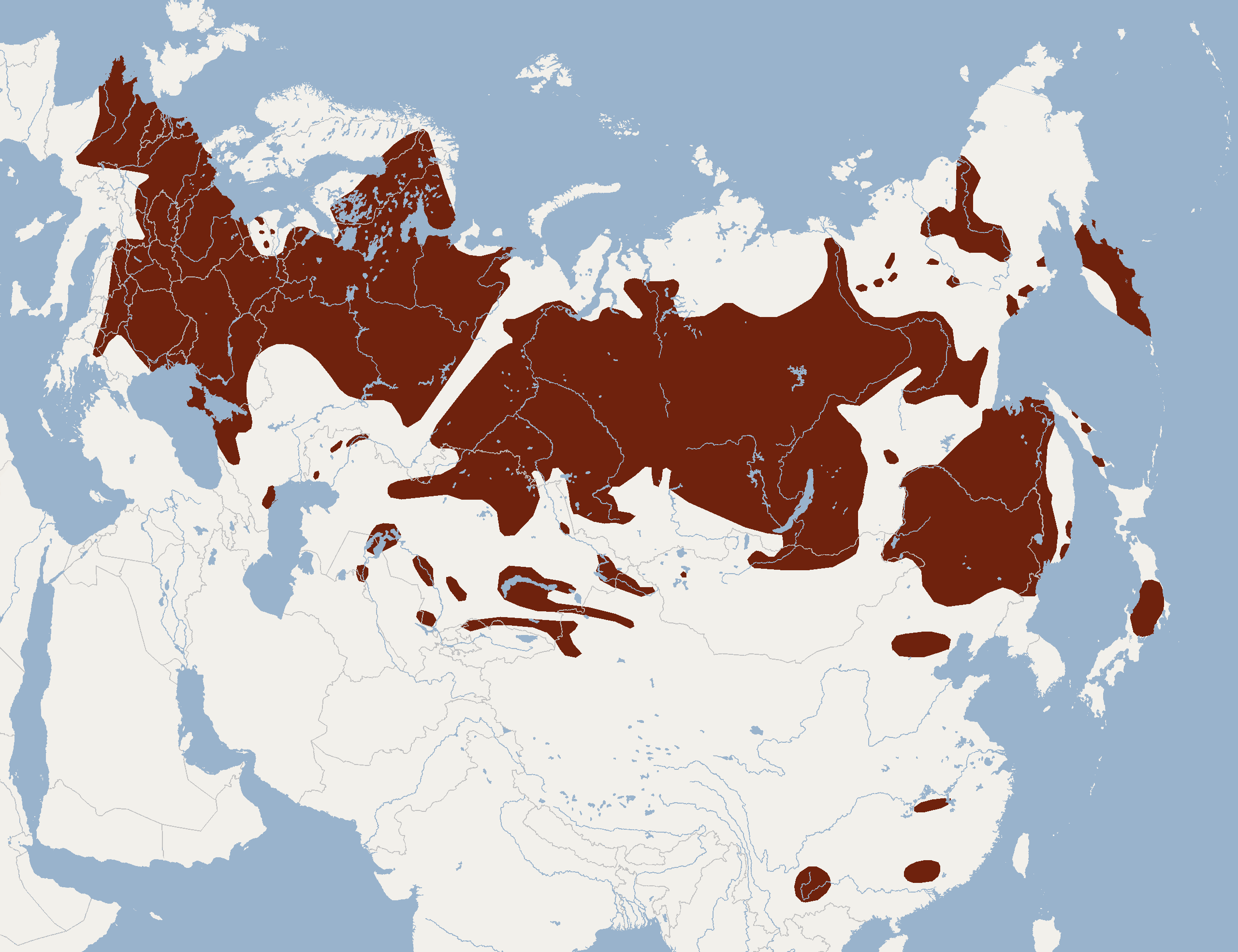
Distribuzione in Eurasia

Questa specie è originariamente diffusa nell'America settentrionale, dall'Alaska e il Canada settentrionale attraverso tutti gli Stati Uniti d'America con esclusione del Texas e della Florida peninsulare. Introdotta nella Repubblica Ceca nel 1905 in allevamenti per la produzione di pelliccia, attualmente è presente in tutta l'Ecozona paleartica, fino alla Mongolia, Cina, Penisola coreana nord-orientale e nell'isola giapponese di Honshū. È stata introdotta recentemente anche in Argentina.
In Italia risulta confinata nelle zone irrigue del nord-est, dove di recente sono stati segnalati casi di espansione naturale delle popolazioni provenienti dalla Slovenia, che hanno portato alla creazione di insediamenti in alcune zone del Friuli-Venezia Giulia.
Vive in laghi salmastri e d'acqua dolce, in stagni, corsi d'acqua, fiumi ed acquitrini.

## Tassonomia
Sono state riconosciute 16 sottospecie:
- O.z.zibethicus: Québec e Ontario meridionali, Manitoba sud-orientale, Nuovo Brunswick, Nuova Scozia, Stati Uniti d'America orientali dal Minnesota alla Louisiana nord-orientale a sud-ovest e dal Maine fino alla Georgia e Carolina del Sud a sud-est;
- O.z.albus (Sabine, 1823): Saskatchewan, Manitoba, Ontario nord-occidentale, Nunavut meridionale e Territori del Nord-Ovest sud-orientali;
- O.z.aquilonius (Bangs, 1899): Labrador e Québec settentrionale;
- O.z.bernardi (Goldman, 1932): Nevada meridionale, Arizona occidentale, California sud-orientale e Bassa California settentrionale;
- O.z.cinnamominus (Hollister, 1910): Manitoba e Saskatchewan meridionali, Alberta sud-orientale, Montana, Wyoming e Colorado orientali, Dakota del Nord, Dakota del Sud, Nebraska, Kansas, Oklahoma, Texas settentrionali;
- O.z.goldmani (Huey, 1938): Utah sud-occidentale e Nevada nord-occidentale;
- O.z.macrodon (Merriam, 1897): Pennsylvania sud-orientale, Carolina del Nord, Virginia, Maryland, Delaware, Distretto di Columbia;
- O.z.mergens (Hollister, 1910): Nevada settentrionale e centrale, California nord-orientale;
- O.z.obscurus (Bangs, 1894): Terranova;
- O.z.occipitalis (Elliot, 1903): Washington sud-occidentale, Oregon occidentale;
- O.z.osoyoosensis (Lord, 1863): Columbia Britannica meridionale, Alberta sud-occidentale, Montana, Wyoming e Colorado occidentali, Nuovo Messico settentrionale, Utah, Nevada nord-orientale, Idaho, Oregon, Washington;
- O.z.pallidus (Mearns, 1890): Arizona centrale e meridionale, Nuovo Messico nord-occidentale;
- O.z.ripensis (V.Bailey, 1902): Nuovo Messico centrale e meridionale, Texas sud-occidentale;
- O.z.rivalicus (Bans, 1895): Texas Sud-orientale, Alabama, Louisiana e Mississippi meridionali, Florida sud-occidentale;
- O.z.spatulatus (Osgood, 1900): Alberta, Columbia Britannica, Alaska centrale ed orientale, Territorio dello Yukon, Territori del Nord-Ovest;

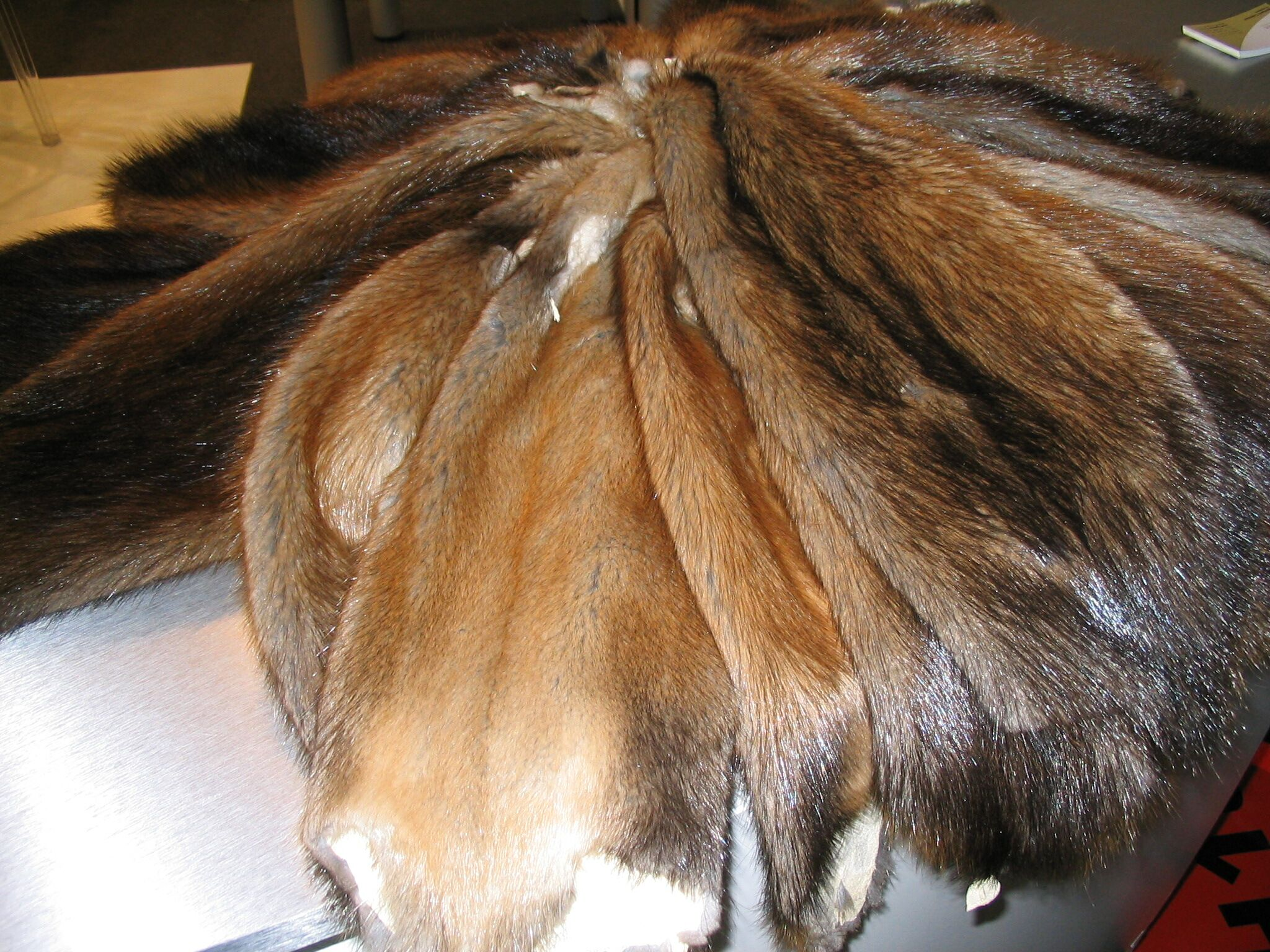
Pellicce di Rat mousquet

- O.z.zalophus (Hollister, 1910): Alaska meridionale.

## Predatori
L'uomo è la causa principale di mortalità del topo muschiato. Dal 1971 l'allevamento e il suo valore economico è continuato ad aumentare. In alcuni casi alcune popolazioni possono utilizzarlo anche come fonte di cibo. In natura il procione e il visone americano possono catturare individui nelle trappole o cibarsi di carogne o di individui feriti. In Europa predatori possono essere la volpe rossa, la puzzola europea, il visone europeo e l'ermellino. Costituisce invece una piccola parte della dieta per gli uccelli rapaci. Ossa e peli di topo muschiato sono stati trovati nei nidi o nelle borre dell'aquila di mare dalla testa bianca, del gufo della Virginia e della poiana ferruginosa. I più importanti competitori del topo muschiato sono la nutria, il ratto delle chiaviche e l'arvicola acquatica.

## Rapporti con l'uomo
Il topo muschiato è sicuramente il più prezioso mammifero da pelliccia del Nord America. Il suo interesse economico non venne apprezzato per lungo tempo, infatti nei primi anni del XX secolo una singola pelle era venduta a solo 0,05-0,10  $. Successivamente, la possibilità di sfruttare in grande scala le risorse fornite in particolare dalle paludi della Louisiana, portò ad un notevole incremento nel mercato, sorpassando in Nord America in valore totale gli altri animali da pelliccia. Tuttavia negli ultimi anni il topo muschiato ha perso posizioni in favore del procione, ma continua ad essere di grande importanza nel commercio di pelli. Nella stagione 1976-77 in 45 stati degli Stati Uniti d'America sono state raccolte 7.148.370 pelli, con un valore medio di 4,75 $ a pezzo. In Canada invece ne sono state raccolte 2.554.879, con un valore medio di 4,20 $. Nel periodo 1983-84 le quantità si sono ridotte rispettivamente a 5.453.925 e 1.206.892 con un prezzo medio di soli 1,52 $. Nel 1991-92 soltanto 1.206.892 pellicce sono state preparate negli Stati Uniti d'America e vendute ognuna ad un costo medio di 1,87 $.
La specie ha un enorme potenziale nel ridurre la vegetazione acquatica. A causa degli scavi, è considerato una piaga per le attività vicino a fiumi o specchi d'acqua. Può distruggere, ed avere un pesante effetto negativo di rilevanza economica, piccole dighe ed altre strutture artificiali in prossimità dell'acqua, inclusi danni agli argini, fossati, stagni, oltre alla rimozione della vegetazione in zone umide usate per il trattamento delle acque reflue e la perdita occasionale di colture. In zone umide e laghi produttivi e con vegetazione rigogliosa, il topo muschiato può essere un fattore positivo per alcuni uccelli acquatici, favorendo il diradamento della densa vegetazione, e creare quindi nuove zone dove cercare cibo. Può influenzare negativamente anche la popolazione ittica, i molluschi e bivalvi, in quanto può esserne predatore.

## Conservazione
La IUCN Red List, considerata l'ampia diffusione, la popolazione numerosa e la sua introduzione in altri territori, classifica O.zibethicus come specie a rischio minimo (Least Concern).